# The Rann-Thanagar War
 (janvier 2013).
Si vous disposez d'ouvrages ou d'articles de référence ou si vous connaissez des sites web de qualité traitant du thème abordé ici, merci de compléter l'article en donnant les références utiles à sa vérifiabilité et en les liant à la section « Notes et références ».
The Rann-Thanagar War est une série limitée en 6 numéros publiée par DC Comics qui est liée à Countdown to Infinite Crisis.
Faisant suite aux évènements des mini-séries Adam Strange: Planet Heist et Green Lantern: Rebirth c'est une des quatre mini-séries qui mènera à l'événement DC, Infinite Crisis.

## Intrigue
Elle raconte la guerre qui éclate entre les Ranniens et les Thanagariens. À la suite des exactions d’une Thanagarienne renégate, la planète Rann avait été téléportée dans le système de Polaris. La venue d’une nouvelle planète dans le système a rompu l’équilibre gravitationnel et rapproché la planète Thanagar du soleil. Les Ranniens ont alors évacué ses habitants sur leur propre planète avant que Thanagar ne devienne complètement inhabitable. Mais, sous l’influence d’une secte, le Culte des Sept Démons, les Thanagariens en viennent à rendre responsable les Ranniens de leur exode et prennent les armes pour conquérir Rann à leur seul profit.
Pour éviter la confrontation, Adam Strange, le champion de Rann, part pour la Terre afin d’y ramener Hawkman et Hawkgirl qui sont des guerriers particulièrement respecté par les Thanagariens. Ils arrivent bien trop tard : en l’absence de Strange, la guerre a commencé et prend rapidement des allures de conflit galactique total puisque chaque camp peut compter sur d’anciennes alliances avec les Khunds, les Psions, les Tamaraneans, les Coluans ou Throneworld… Toutes les forces influentes de l’univers prennent parti et enveniment la situation.
Seuls les Gardiens d’Oa observent une totale neutralité et empêchent leurs Green Lanterns de participer. C’est compter sans la forte tête de Kyle Rayner qui part pour Thanagar, désormais un rocher sans vie peuplé de zombies sur lequel il découvre que le Culte des Sept Démons a réussi à ressusciter leur dieu Onimar Synn, le Dévoreur d’Âmes, qu’Hawkman et la JSA avaient cru éliminer quelque temps auparavant. Onimar Synn se rend sur Rann d'où il dirige les forces thanagariennes.
La situation semble difficile pour Rann et pour Adam Strange, qui doit évacuer sa famille, mais peut compter sur l’aide d'Hawkman, d’Hawkgirl, d’Hawkwoman, des Omega Men, du Prince Gavyn, de Captain Comet et des Green Lanterns Kyle Rayner et Kilowog. Il doit faire face à la trahison de Blackfire, reine des Tamaraneans.
Finalement, Strange et ses alliés affrontent Onimar Synn et le téléportent en sept morceaux en divers points de la Galaxie. Toutefois, influencé par Blackfire, le Grand Mor, chef légitime des Thanagariens, ne renonce pas pour autant à la guerre et le conflit continue.

## Publication
- En France elle est intégrée à Infinite Crisis Prélude (I & II) (Panini Comics).